# Call of Duty: Black Ops III
Call of Duty: Black Ops III è un videogioco sparatutto in prima persona, pubblicato nel 2015, sviluppato da Treyarch per le console PlayStation 4, Xbox One e PC e da Beenox e Mercenary Technology per PlayStation 3 e Xbox 360. Annunciato il 9 aprile 2015, il titolo rappresenta il dodicesimo capitolo della celebre serie Call of Duty e segue gli eventi di Call of Duty: Black Ops II.
La sua pubblicazione, avvenuta il 6 novembre 2015, è stata curata da Activision. Il gioco è caratterizzato da tre modalità principali: campagna, multigiocatore e Zombi, offrendo un'esperienza di gioco profonda e variegata. La campagna è progettata per essere giocata sia in modalità cooperativa con un massimo di quattro giocatori sia come un'emozionante avventura in singolo. Il multigiocatore introduce nuove meccaniche di personalizzazione e progressione, mentre la modalità Zombi continua a offrire sfide avvincenti e dinamiche.
Il seguito diretto di Black Ops III è Call of Duty: Black Ops 4.

## Trama
La trama di Call of Duty: Black Ops III si svolge nel 2065, quarant'anni dopo gli eventi di Black Ops II, in un mondo devastato da conflitti, cambiamenti climatici e avanzamenti tecnologici. È in corso una terza guerra fredda tra due alleanze globali: l'Accordo di Winslow e il Patto di difesa comune. A seguito degli attacchi di droni da parte del narco-terrorista Raul Menendez nel 2025, molte nazioni hanno sviluppato sistemi di difesa aerea ad energia diretta, rendendo obsolete le forze aeree convenzionali. Di conseguenza, la guerra è condotta principalmente da agenti segreti che operano dietro le linee nemiche, con la robotica che gioca un ruolo cruciale nel combattimento.
Il 27 ottobre 2065, il giocatore e il suo compagno Jacob Hendricks si infiltrano in una base in Etiopia per salvare un ministro egiziano dalla NRC, assistiti dal comandante John Taylor e dal suo team di soldati cibernetici. Durante l'operazione, il giocatore viene gravemente ferito e subisce amputazioni, sostituite da arti meccanici. Viene anche impiantato un Direct Neural Interface (DNI), che consente il controllo delle parti cibernetiche e la comunicazione con le macchine.
Cinque anni dopo, nel 2070, il giocatore e Hendricks sono sotto il comando dell'agente della CIA Rachel Kane e devono indagare su un Black Site a Singapore. Scoprono che il sito è stato attaccato dai 54 Immortali, una potente organizzazione criminale. Dopo aver recuperato dati rubati, si rendono conto che Taylor e il suo team sono responsabili dell'attacco. Indagando ulteriormente, trovano un laboratorio segreto della CIA e devono uccidere Diaz, uno degli uomini di Taylor, per proteggere informazioni riservate.
Il team si dirige poi in Egitto per trovare il dottor Yousef Salim, uno dei superstiti dell'esplosione di Singapore. Salim rivela che era coinvolto in esperimenti DNI illegali sugli esseri umani. Con l'aiuto dell'esercito egiziano, riescono a rintracciare Taylor al Cairo, dove Hendricks lo uccide sotto l'influenza di Corvus, un'intelligenza artificiale creata durante gli esperimenti segreti della CIA.
Hendricks tenta quindi di diffondere Corvus a livello globale, ma il giocatore e Kane si infiltrano nella sede della Coalescence Corporation a Zurigo. Qui Kane muore avvelenata da gas tossici e il giocatore affronta Hendricks. In un momento di rabbia, uccide Hendricks e si suicida, ritrovandosi nella foresta ghiacciata dove deve affrontare Corvus. Dopo aver distrutto tre cuori dell'intelligenza artificiale con l'aiuto di Taylor, resetta il suo DNI e incontra un soldato svizzero che chiede il suo nome; il giocatore risponde: "Taylor."

### Trama della modalitàZombi
In Origins di Call of Duty: Black Ops II, i quattro eroi riescono ad aprire le porte di Agartha, ricongiungendo Maxis con la figlia Samantha, intrappolata lì dopo essere stata espulsa dalla MPD (Moon Pyramid Device) nella Stazione Grifone dal vecchio Richtofen. Gli eventi si spostano poi nel 1942 a Morg City, dove quattro personaggi—Nero Blackstone, Jessica Rose, Floyd Cambell e Jack Vincent—commettono ciascuno un omicidio per motivi personali. Dopo il crimine, si ritrovano in uno stato di stasi in un teatro Burlesque e, al loro risveglio, scoprono che la città è infestata da zombi.Iniziano a collaborare e vengono aiutati da un misterioso Uomo Ombra, che offre loro un modo per sfuggire ai non morti. Per farlo, devono recuperare un manufatto chiamato Chiave d'Evocazione e completare quattro rituali per ottenere un Verme Dimensionale per ciascuno di essi. Completati i rituali e posizionati i Vermi e la Chiave seguendo le istruzioni dell'Uomo Ombra, i quattro non si rendono conto di aver aperto un portale per Apothicon, causando l'apocalisse sulla Terra e consegnando il controllo della dimensione all'Uomo Ombra, rivelatosi un Apothicon. Per rimediare ai loro errori, i quattro riescono a sconfiggere l'Uomo Ombra imprigionandolo nella Chiave d'Evocazione con l'aiuto dei Custodi. Tuttavia, un giovane Richtofen emerge da un portale vicino e "ruba" la Chiave d'Evocazione, lasciando i quattro al loro destino.
Due anni dopo gli eventi di Origins, Takeo, Nikolai, Dempsey e Richtofen, informati da Samantha delle terribili malefatte commesse dai due dottori della sua epoca, si dirigono verso il centro di ricerca principale del Gruppo 935 a Breslavia, noto come Der Riese (The Giant).
Takeo, Nikolai e Dempsey arrivano poco dopo che il Richtofen dell'epoca ha rinchiuso Samantha, Maxis e il cane Fluffy nel teletrasporto, facendoli sparire. I tre puntano la pistola al dottore, che sembra intenzionato a riattivare il teletrasporto. Mentre gli zombi si avvicinano, Richtofen attiva il dispositivo, dal quale emerge il primo Richtofen di Origins, che uccide il secondo con un colpo alla testa. I quattro eroi si riconciliano e si preparano a combattere gli zombi. Per trovare Maxis, devono segnalare la loro posizione tramite uno speciale segnale. Utilizzando un robot gigante presente nel complesso, gli eventi si spostano in Austria, al Castello Grifone (Nido dell'Aquila), per recuperare Tank Dempsey. Nel frattempo, il Dr. Groph ottiene il controllo del Gruppo 935 dopo la scomparsa di Maxis e la morte di Richtofen, sospettando delle reali intenzioni di quest'ultimo. Richtofen desidera distruggere la Stazione Grifone e mantiene incolume la MPD, teletrasportandola nel castello con il Generatore Vril. Successivamente, Richtofen usa la Chiave di Evocazione per scagliare missili balistici contro la Stazione Grifone, distruggendola insieme alla Luna e Groph. Dopo l'esplosione, i quattro eroi si dirigono verso la capsula contenente Dempsey, ma Richtofen rivela che è necessaria la sua morte per preservare l'anima nella Chiave. Dempsey accetta riluttante di sacrificarsi per il bene dell'Universo. Completata la missione, la crew di Origins si sposta nell'est asiatico, dove Takeo viene catturato da soldati giapponesi della Divisione 9.
Dopo l'esplosione della Luna, i quattro eroi si dirigono verso la capsula contenente il primo Dempsey. All'ultimo momento, Richtofen rivela che è necessaria la sua morte per preservare la sua anima nella Chiave d'Evocazione. Dempsey, contrariato, accetta di mettere fine alla vita del suo alter ego per il bene dell'Universo. Completata la missione, la crew di Origins si sposta nell'est asiatico, dove Takeo viene catturato da soldati giapponesi della Divisione 9 e accusato di tradimento, mentre Richtofen perde la Chiave d'Evocazione. Trasportati su una nave diretti alla base della Divisione 9, Takeo e i suoi compagni vengono interrogati dai soldati giapponesi.
I prigionieri eseguono un contrattacco e riescono a eliminare i soldati, ma la nave va alla deriva nell'Oceano Pacifico. Takeo recupera la Chiave d'Evocazione poco prima che cada in mare, ma a causa di un'esplosione sono costretti ad abbandonare la nave. Aggrappati a una lancia di salvataggio, i quattro eroi approdano sull'isola di Pohnpei, una base della Divisione 9. Qui incontrano il Takeo originale, trasformato in una creatura mostruosa dalle spore velenose. Grazie all'aiuto dei quattro, Takeo WWII recupera le sue sembianze umane e, dopo una lunga conversazione, decide di eseguire il seppuku con il Takeo di Origins come kaishakunin. Richtofen imprigiona la sua anima nella Chiave d'Evocazione e i protagonisti si preparano a trovare Nikolai originale a Stalingrado. Prima, però, si spostano in un luogo sconosciuto dove ottengono delle fiale di sangue. Attraversando un portale nel cielo di Stalingrado, vengono attaccati da draghi e atterrano usando il paracadute di Peter McCain. Una volta a terra, trovano Nikolai originale che combatte gli zombi con un mecha, ma viene colpito da un drago e schiantato contro un edificio. Aiutati da Sophia, l'intelligenza artificiale di Ludvig Maxis, i quattro cercano di riparare il mecha, ma necessitano di un nuovo nucleo energetico attivando il protocollo ASCENSIONE con l'aiuto di Gersch. Dopo aver recuperato il nucleo energetico e attivato il protocollo, Sophia si stacca dal computer per cercare Maxis. Nikolai originale non accetta il suo destino e combatte fino alla fine. Dopo aver distrutto il robot, Nikolai di Origins uccide il suo alter ego. Richtofen intrappola l'ultima anima nella Chiave d'Evocazione e invia tutti nell'Etere per prepararsi ad affrontare Maxis. Tuttavia, quando tutto sembra risolto, Maxis libera accidentalmente l'Uomo Ombra, scatenando l'apocalisse nell'universo sicuro. Per sconfiggerlo, gli eroi devono richiamare Sophia. Una volta riapparsa, riottengono la Chiave d'Evocazione e sconfiggono l'Uomo Ombra. Sophia e Maxis si sacrificano per eliminare definitivamente gli Apothicon e riportare la pace nell'universo. Monty rivela che la loro esistenza non è più necessaria, ma Richtofen propone un'altra soluzione: saranno trasferiti in un universo dove la loro presenza è fondamentale. Così, vengono mandati alle origini come leggendari Primis, avviando un ciclo infinito della trama.
Dopo questi avvenimenti la Chiave dell'Evocazione si scopre essere rimasta intatta ed è ora persa, alla deriva nello spazio.

## Modalità di gioco
"Questo capitolo della serie non si differenzia particolarmente dai precedenti. Sebbene sia ambientato nel futuro, il gioco mantiene uno stile di gameplay più 'contemporaneo' rispetto a  Call of Duty: Advanced Warfare, pur rimanendo fedele, entro certi limiti, alla tradizione di Black Ops. Infatti, Black Ops III utilizza lo stesso motore grafico di Call of Duty: Black Ops II, presentando però alcune novità minime, come il Wall Running, che consente di correre orizzontalmente sui muri. Un'altra importante novità è l'introduzione degli Specialisti nella modalità Multigiocatore, che portano con sé le Super Abilità: abilità uniche per ciascun specialista, sbloccabili dopo aver raggiunto un determinato numero di punti."

### Campagna
Per la prima volta da Call of Duty: World at War è possibile giocare la modalità Campagna in co-op online fino a un massimo di 4 giocatori. Il 25 settembre 2015, è stato annunciato che la campagna non sarebbe stata più disponibile nelle versioni PS3 e Xbox 360 del gioco.
Quest'ultima modalità poteva comunque essere giocata in multigiocatore locale con schermo condiviso e LAN.
Call of Duty: Black Ops III si svolge nel 2065, 40 anni dopo gli eventi di Black Ops II, in un mondo sconvolto dai cambiamenti climatici e dalle nuove tecnologie. Il gioco segue una squadra di soldati black ops, come nei precedenti titoli della serie Black Ops. I protagonisti della campagna sono: il comandante JJohn Taylor (Christopher Meloni), Sarah Hall (Katee Sackhoff), Jacob Hendricks (Sean Douglas), Rachel Kane (Rachel Kimsey), e il dottor Yousef Salim (Tony Amendola). Ben Browder e Abby Brammell interpretano rispettivamente la versione maschile e femminile del personaggio del giocatore. Altri personaggi includono Peter Maretti (Ary Katz), Sebastian Diaz (Rey Gallegos), Goh Xiulan (Lynn Chen) e Sebastian Sebastian Krueger (Robert Picardo).
Inclusa nel gioco vi è la modalità campagna "Incubi", che consiste in una rivisitazione della campagna principale con una trama modificata per incorporare zombi e altre creature soprannaturali. In questa campagna, il virus letale 61-15 viene diffuso in diverse città del mondo, trasformando in zombi tutti coloro che vengono infettati. In risposta, i governi di tutto il mondo impongono la quarantena nelle zone più infette e formano i Deadkiller, soldati cibernetici addestrati per sterminare gli zombi.

### ModalitàZombi
Lo scopo della modalità di gioco è sopravvivere a infinite ondate di non morti, contate in Round, che richiedono l'eliminazione di un certo numero di nemici per avanzare. Con l'aumento dei Round, i nemici diventano più forti. All'inizio, il giocatore parte con una semplice pistola e guadagna Punti per ogni uccisione o zombi colpito. Alcuni zombi possono lasciare potenziamenti, bonus che facilitano la sopravvivenza. Per ottenere nuove armi, il giocatore deve cercarle in punti specifici della mappa, riconoscibili da una sagoma di gesso disegnata sui muri, e acquistarle con i Punti, oppure utilizzare la Cassa Misteriosa, che offre un'arma casuale al costo di 950 punti. Le Wonder Weapon, armi fantascientifiche create dal Gruppo 935 con l'Elemento 115, possono essere trovate nella Cassa. Oltre alle armi, sono fondamentali i Perk-a-Cola, bibite che forniscono abilità al giocatore e sono acquistabili presso distributori specifici, attivando prima la corrente. Si possono avere fino a 4 Perk-a-Cola. Nei round più alti è necessario utilizzare il Pack-a-Punch (Mano Pesante) per potenziare le armi con l'Elemento 115, disponibile in un punto preciso della mappa al costo di 5000 punti.Per avanzare nella trama, è fondamentale completare gli easter egg presenti in ogni mappa zombi di Treyarch. Questi easter egg consistono nell'inserimento di frasi in lingue antiche, come il Navajo e lo Zulu, e in frasi cifrate, utilizzando codici come il codice Baudot e il cifrario pigpen. Gli sviluppatori hanno posizionato questi elementi in luoghi molto nascosti della mappa, e per attivarli è necessario eseguire movimenti specifici, che non sono obbligatori per il proseguimento del gioco.
È giocabile fino a 4 giocatori.

## Multigiocatore

### Modalità multigiocatore online
Nella modalità Multigiocatore online, i giocatori di tutto il globo possono sfidarsi in diverse modalità di gioco, creando un proprio personaggio e una classe d'armi personalizzata. È possibile scegliere tra varie abilità, armi e accessori da associare al proprio equipaggiamento. All'inizio del gioco, si parte dal livello 1 con un equipaggiamento limitato. Per sbloccare nuove armi, creare la propria classe personalizzata e salire di livello, è necessario partecipare alle partite e seguire gli obiettivi delle varie modalità di gioco, cooperando con i propri compagni di squadra.

### Caratteristiche daCall of Duty: Black Ops II
Nella modalità torneranno diverse funzionalità presenti in Call of Duty: Black Ops II. Le armi avranno un livello separato rispetto a quello del giocatore, che dovrà essere aumentato completando sfide o accumulando il maggior numero possibile di uccisioni per sbloccare nuovi accessori. Tornerà anche la Modalità Cinema, che consente la registrazione e il salvataggio delle proprie partite.

### Novità della serie
Una novità assoluta per la serie sono gli Specialisti: nove personaggi selezionabili, ciascuno con una propria biografia e personalità, dotati di un'abilità e un'arma personale utilizzabili una sola volta dopo un intervallo di tempo indeterminato. È stato introdotto anche un nuovo sistema per il Prestigio, che differisce rispetto a tutti gli altri capitoli.

### Specialità e abilità
Le Specialità (spesso chiamate con il termine inglese "Perks" o "Abilità"), selezionabili nella classe di gioco, forniscono ulteriori vantaggi al giocatore, come una ricarica più veloce o l'invisibilità sulla mini mappa. Esistono tre tipi di Abilità, con sei opzioni per ciascun tipo; tuttavia, per ogni categoria è possibile selezionarne solo una.

### Serie di punti
Le Serie di Punti (o Scorestreak), erroneamente chiamate "Serie di Uccisioni" in passato, sono bonus che vengono forniti al giocatore quando raggiunge un determinato numero di punti consecutivi senza morire. È possibile selezionare fino a un massimo di tre Serie di Punti.

### Mercato nero
Una novità della serie è il mercato nero, che utilizza una valuta chiamata criptochiavi, guadagnata completando le partite. Questa valuta permette di ottenere un Lancio di rifornimento, una lootbox che all'apertura fornisce tre oggetti di personalizzazione casuali. Oltre alle criptochiavi, i Lanci di rifornimento rari possono essere ottenuti anche tramite microtransazioni utilizzando i Call of Duty Points.

## Sviluppo
Il videogioco è stato annunciato con la pubblicazione online di un breve video promozionale, nel quale era indicata la presentazione mondiale prevista per il 26 aprile 2015; tuttavia, la data di pubblicazione fu rivelata soltanto successivamente.
Dopo l’uscita del trailer di rivelamento, la data di pubblicazione fu ufficialmente confermata per il 6 novembre 2015. A partire da quella data, il gioco divenne disponibile per il preordine su PlayStation 4, Xbox One e PC, con accesso esclusivo alla Beta multigiocatore su queste piattaforme. Treyarch ha ufficializzato l’uscita di questo capitolo sia per PlayStation 4, Xbox One e PC, che poi Activision ha annunciato che il titolo sarebbe arrivato anche su PlayStation 3 e Xbox 360, sviluppati rispettivamente da Beenox e Mercenary Technology.
Dal presente capitolo, la serie Call of Duty interrompeva i suoi rapporti con l'azienda Microsoft, stabilitisi già nel 2009 con  Call of Duty: Modern Warfare 2. All'E3 del 2015, invece, fu annunciata una nuova partnership con Sony: così come accadeva con le console di Redmond, la PlayStation 4 avrebbe ricevuto gli DLC con un mese di anticipo, oltre ad avere accesso anticipato alla fase beta per i giocatori della piattaforma.
Questo cambiamento costrinse allo spostamento di tutti i tornei ufficiali del prossimo capitolo di Call of Duty verso PS4, causando irritazione ai giocatori dell' MLG (Major League Gaming) per il circuito eSports, costretti a trasferirsi sulla console di Sony per restare competitivi.
Al San Diego Comic-Con International del 9 luglio 2015, fu presentata la modalità Zombie assieme alla mappa Shadows of Evil, ambientata nella fictitious city di Morg City, ispirata alle Chicago e New York degli anni quaranta e legata alla storia di Mob of the Dead. Fu altresì annunciato un remake della mappa mappa Der Riese di Call of Duty: World at War ribattezzata “The Giant”, destinata alle edizioni limitate del gioco, annunciate durante la stessa conferenza.
Le date per la beta test furono ufficializzate il 22 luglio 2015: essa sarebbe stata disponibile su PS4 dal 19 al 24 agosto, mentre per Xbox One e PC  dal 26 al 30 agosto. Durante gli ultimi due giorni di ogni periodo, la beta sarà aperta a tutti i giocatori. Questa versione conteneva esclusivamente la modalità Multiplayer Online, con supporto linguistico in inglese, francese e tedesco..
All’interno del GamesCom tenutosi il 5 agosto 2015, fu annunciato lo svolgimento di eventi dedicati allo sportello virtuale chiamato Call of Duty eSports. L’evento fu trasmesso direttamente via streaming sul sito ufficiale.
Infine, il 29 agosto 2015, la beta test concluse sui dispositivi prodotti dalla casa tecnologica Sony, risultando essere la più vasta mai effettuata fino a quel momento su tale piattaforma."

## Doppiaggio
| Campagna          |                                                  |                                                           |
| Personaggio       | Motion capture Doppiatore in lingua inglese      | Doppiatore in lingua italiana                             |
| Giocatore         | Ben Browder (maschile) Abby Brammell (femminile) | Alessandro Capra (maschile) Beatrice Caggiula (femminile) |
| Jacob Hendricks   | Sean Douglas                                     | Luca Appetiti                                             |
| John Taylor       | Christopher Meloni                               | Gianluca Iacono                                           |
| Sebastian Diaz    | Reynoldo Gallegos                                | Massimo Triggiani                                         |
| Peter Maretti     | Ary Katz                                         | Diego Baldoin                                             |
| Sarah Hall        | Katee Sackhoff                                   | Chiara Francese                                           |
| Yousef Salim      | Tony Amendola                                    | Riccardo Rovatti                                          |
| Rachel Kane       | Rachel Kimsey                                    | Stefania De Peppe                                         |
| Goh Xiulan        | Lynn Chen                                        | Aglaia Zanetti                                            |
| Sebastian Krueger | Robert Picardo                                   | Pino Pirovano                                             |
| Spades King♠      | ?                                                | ?                                                         |
| Zombi             |                                                  |                                                           |
| Personaggio       | Doppiatore in lingua inglese                     | Doppiatore in lingua italiana                             |
| Edward Richtofen  | Nolan North                                      | Leonardo Gajo                                             |
| Tank Dempsey      | Steve Blum                                       | Alessandro Zurla                                          |
| Nikolai Belinski  | Fred Tatasciore                                  | Michele Cortese                                           |
| Takeo Masaki      | Tom Kane                                         | Stefano Albertini                                         |
| Ludvig Maxis      | Fred Tatasciore                                  | Andrea De Nisco                                           |
| Samantha Maxis    | Grace Kaufman                                    | Cinzia Massironi                                          |
| Groph             | Nolan North                                      | Domenico Brioschi                                         |
| Sophia            | Christa Lewis                                    | Lorella De Luca                                           |
| Schuster          | Tom Kane                                         | Diego Sabre                                               |
| Uomo Ombra        | Robert Picardo                                   | Mario Scarabelli                                          |
| -                 | Motion capture                                   | -                                                         |
| Monty             | Malcolm McDowell                                 | Antonio Paiola                                            |
| Nero Blackstone   | Jeff Goldblum                                    | Claudio Moneta                                            |
| Jack Vincent      | Neal McDonough                                   | Roberto Draghetti                                         |
| Jessica Rose      | Heather Graham                                   | Debora Magnaghi                                           |
| Floyd Campbell    | Ron Perlman                                      | Paolo Marchese                                            |
| Multigiocatore    |                                                  |                                                           |
| Personaggio       | Doppiatore in lingua inglese                     | Doppiatore in lingua italiana                             |
| Ruin              | Christian Rummel                                 | Alessandro Germano                                        |
| Outrider          | Loreni Delgado                                   | Katia Sorrentino                                          |
| Prophet           | Dave Carter                                      | Francesco Mei                                             |
| Battery           | Morla Gorrondona                                 | Stefania Patruno                                          |
| Seraph            | Charlet Chung                                    | Greta Bortolotti                                          |
| Nomad             | David Cooley                                     | Andrea Bolognini                                          |
| Reaper            | Rowdy Brown                                      | Gabriele Marchingiglio                                    |
| Spectre           | Adam Gifford                                     | Matteo Zanotti                                            |
| Firebreak         | Rick D. Wasserman                                | Silvio Pandolfi                                           |
| Blackjack         | Eddie Shin                                       | Valerio Amoruso                                           |
| Voci varie        |                                                  |                                                           |
| Altri personaggi  |                                                  | Marco Balzarotti Felice Invernici Ludovica De Caro        |

## Espansioni
Con il nuovo partenariato con Sony, i DLC usciranno un mese prima su PlayStation 4. I contenuti scaricabili non saranno pubblicati sia per PlayStation 3 che per Xbox 360.

### Pacchetti mappe
Acquistando il Season Pass, si ottiene l'accesso diretto a tutti e quattro i pacchetti.

#### Awakening
Awakening è il primo DLC di Call of Duty: Black Ops III, annunciato ufficialmente il 6 dicembre 2015 durante la PlayStation Experience 2015 e distribuito il 2 febbraio 2016 su PlayStation 4, mentre il 3 marzo 2016 è stato reso disponibile su Xbox One e PC. Esso include quattro mappe multiplayer: Rise, Skyjacked, Splash e Gauntlet, oltre alla mappa zombi Der Eisendrache, e introduce quattro nuove GubbleGum trovabili nella Fabbrica del Dr. Monty.
Il 29 marzo 2016, nonostante fosse stato ribadito più volte che i DLC non sarebbero stati pubblicati su console old-gen, viene annunciato che Awakening sarà disponibile su PlayStation 3 dal 5 aprile 2016. Successivamente, si comunica che Awakening sarà il primo e l'ultimo DLC a essere pubblicato su old-gen, dando per scontata anche l'uscita su Xbox 360, che viene confermata solo il 28 aprile, con un'uscita fissata al 3 maggio 2016.

#### Eclipse
Eclipse è il secondo DLC di Call of Duty: Black Ops III, annunciato ufficialmente il 31 marzo 2016 e distribuito su PlayStation 4 il 19 aprile 2016; un mese dopo, il 19 maggio, è stato reso disponibile su Xbox One e PC. Questo DLC contiene quattro mappe multiplayer: Spire, Rift, Knockout e Verge, insieme alla mappa zombi Zetsubou No Shima, oltre a quattro nuove GubbleGum trovabili nella Fabbrica del Dr. Monty.

#### Descent
Descent è il terzo DLC di Call of Duty: Black Ops III, annunciato ufficialmente il 28 giugno 2016 e distribuito su PlayStation 4 il 12 luglio 2016, un mese dopo, l'11 agosto, su Xbox One e PC. Questo pacchetto include quattro mappe multiplayer: Berserk, Cryogen, Rumble ed Empire, oltre alla mappa zombi Gorod Krovi e a quattro nuove GubbleGum trovabili nella Fabbrica del Dr. Monty.

#### Salvation
«Il giorno del giudizio è arrivato»
Salvation è il quarto DLC di Call of Duty: Black Ops III, annunciato ufficialmente il 25 agosto 2016, ed è uscito su PlayStation 4 il 6 settembre 2016, un mese dopo, il 6 ottobre su Xbox One e PC. Questo DLC contiene quattro mappe multiplayer: Citadel, Micro, Outlaw e Rapture, oltre alla mappa zombi Revelations e a quattro nuove GubbleGum disponibili nella Fabbrica del Dr. Monty.

### Zombies Chronicles
Zombies Chronicles è un'espansione di Call of Duty: Black Ops III. Essa comprende diverse mappe zombie rimasterizzate, provenienti dai precedenti capitoli della saga Black Ops. Le mappe includono tre da Call of Duty: World at War: Natch der Untoten, Verrükt e Shi No Numa, quattro mappe di Call of Duty: Black Ops: Kino der Toten, ASCENSION, Shangri-La, Moon e infine una mappa Call of Duty: Black Ops II: Origins. Queste mappe verranno adattate con la nuova meccanica di gioco delle GubbleGum. Con un totale di otto mappe, l'espansione è la più grande mai distribuita nella serie Call of Duty. Ufficializzata il 4 maggio 2017, sarà disponibile il 16 maggio 2017 su PlayStation 4 e un mese dopo su Xbox One e PC. Come bonus per l'acquisto, vengono fornite inoltre 20 fiale di Liquid Divinium, due nuove GobbleGum bizzarre e cinque nuove mimetiche.
Il poster e altro materiale promozionale sono stati realizzati da Yoji Shinkawa, storico art director della serie Metal Gear..

## Accoglienza
| Pubblicazione             | Punteggio                            |
| ------------------------- | ------------------------------------ |
| Destructoid               | 8.5/10                               |
| Electronic Gaming Monthly | 9.5/10                               |
| GameSpot                  | 7/10                                 |
| GamesRadar+               | 9/10                                 |
| Giant Bomb                |                                      |
| IGN                       | (XONE/PS4/PC) 9.2/10 (X360/PS3) 7/10 |
| Polygon                   | 7/10                                 |

Secondo l'aggregatore di recensioni Metacritic, Call of Duty: Black Ops III ha ricevuto recensioni critiche "generalmente favorevoli" per PlayStation 4 e Xbox One, mentre le recensioni per PC sono state "miste o medie".
GameSpot ha assegnato al gioco un punteggio di 7 su 10, affermando: "Black Ops III non offre nulla di straordinario alla serie, ma fa quanto basta per mantenere lo status quo di Call of Duty. Il franchise, sebbene lentamente, continua la sua marcia inesorabile".
Anche Polygon ha dato un punteggio di 7 su 10, dichiarando che "il più grande punto di raccomandazione di Black Ops III potrebbe essere l'ampiezza dei contenuti disponibili, e questo è un punto di vista valido. Tuttavia, Treyarch non fa avanzare significativamente la serie in questa occasione".
IGN ha assegnato un punteggio di 9,2 su 10, sostenendo che "con una divertente modalità cooperativa per quattro giocatori, nuovi poteri e una modalità Zombi potenziata, Black Ops III è il più grande gioco di Call of Duty mai realizzato".
Stuart Andrews di Trusted Reviews ha criticato l'ambientazione e la narrazione, scrivendo: "Black Ops III è una puntata solida che soddisferà i fan più accaniti della serie, ma non è un gradimento della folla mainstream come lo era Advanced Warfare dell'anno precedente". Ha anche paragonato sfavorevolmente il gioco ai suoi predecessori, denigrando il fatto che "concentrandosi interamente sulle tematiche fantascientifiche, perde gran parte delle sue trame legate alla teoria della cospirazione e introduce super soldati potenziati. Il risultato a volte sembra meno un terzo capitolo di Black Ops e più un Call of Duty: Guerra ancora più avanzata".
Le versioni per PS3 e Xbox 360 hanno ricevuto meno elogi rispetto alle altre piattaforme. Brian Albert di IGN ha criticato la mancanza della campagna in queste versioni, così come la grafica scadente e i lunghi tempi di attesa. Tuttavia, ha concluso che, nonostante i problemi riscontrati in queste edizioni, erano comunque molto divertenti da giocare.

## Fumetto
La campagna del titolo ha avuto un prequel a fumetti, pubblicato da Dark Horse Comics come volume unico, il quale è uscito il giorno stesso del lancio del gioco, il 6 novembre 2015, con il medesimo titolo.
Un'anteprima è stata mostrata il 9 luglio 2015 al San Diego Comic-Con International 2015.

### Trama
Dopo l'attacco dei droni del 2025 orchestrato da Raul Menendez e Cordis Die, le nazioni di tutto il mondo siglano un patto chiamato Accordo di Winslow per l'installazione di un sistema noto come Directed Energy Air Defense (D.E.A.D.), destinato a proteggere lo spazio aereo internazionale da eventuali attacchi terroristici. Tuttavia, l'aumento del riscaldamento globale, la sovrappopolazione e il rapido esaurimento delle risorse naturali conducono a una catastrofe maltusiana.
Nel 2037, la corsa agli armamenti tecnologici ha raggiunto un punto critico e vengono istituite nuove alleanze geopolitiche per tutelare gli interessi nazionali. Il Regno Unito, Francia e Germania avviano la disintegrazione dell'Unione europea;  lasciando l'UE, la Russia compra il debito estero della Polonia per creare una nuova alleanza economica e militare conosciuta come Patto di Difesa Comune (CDP). Contemporaneamente, le nazioni rimanenti dell'Accordo di Winslow si uniscono in un'alleanza militare per rivendicare le risorse naturali rimaste del pianeta e si preparano ad affrontare una nuova Guerra fredda contro il Patto di Difesa Comune.